# Ian Colvin
Ian Duncan Colvin (* 29. September 1877 in Inverness; † 10. Mai 1938 in London) war ein britischer Journalist und Historiker.

## Leben
Colvin war der zweite Sohn von Duncan Colvin, einem Geistlichen der Free Church of Scotland, und dessen Ehefrau Grace Macpherson Strother. Nach dem Schulbesuch in Inverness arbeitete er kurzzeitig für die örtliche Zeitung Inverness Courier und studierte dann ab 1897 Englische Literatur an der Universität Edinburgh, wo George Saintsbury sein akademischer Lehrer war und er mit der Goldmedaille für Geschichte und Literatur ausgezeichnet wurde. Anschließend schlug er die journalistische Laufbahn ein. Er arbeitete für die in Allahabad, Britisch-Indien, erscheinende Zeitung The Pioneer, zunächst in London und ab 1900 in Allahabad. 1903 wechselte er zur Cape Times in Kapstadt. Hier veröffentlichte er auch eine erste Sammlung satirischer Gedichte unter dem Pseudonym Rip van Winkle. 1907 kehrte er nach London zurück, wo er 1909 Leitartikler der Morning Post wurde, einer extrem rechtskonservativen Tageszeitung. Diesem Blatt blieb er trotz Angeboten anderer Zeitungen treu, weil er dessen politische Ausrichtung teilte.

## Politische Aktivitäten, Positionen und Publikationen
Während des Ersten Weltkriegs war Colvin Vorstandsmitglied der Anti-German Union und maßgeblich an den Bestrebungen zur Gründung der National Party beteiligt, einer von 1917 bis 1921 aktiven rechten Abspaltung von den Konservativen. Colvin war überzeugter Nationalist und Imperialist und wandte sich gegen alle Bestrebungen zur Unabhängigkeit Indiens. Er bekämpfte jede Form von Sozialismus, lehnte aber auch den Freihandel ab und befürwortete eine protektionistische Politik. Sein generelles Misstrauen gegen Ausländer richtete sich speziell gegen die Deutschen. In seinem Buch The Germans in England, 1066–1598 (1915) stellte er die These auf, dass schon die deutsche Hanse nach der Herrschaft über ganz Europa, einschließlich der britischen Inseln, gestrebt habe. In The Unseen Hand in British History (1917) versuchte er die verderblichen Folgen der „unsichtbaren Hand“ ausländischer Einflüsse auf die britische Geschichte nachzuweisen. Für das von der Morning Post publizierte Sammelwerk The Cause of World Unrest (1920), das sich mit den Protokollen der Weisen von Zion befasste, lieferte er die meisten Beiträge. Mit der Morning Post verteidigte er den für das Massaker von Amritsar verantwortlichen Reginald Dyer und veröffentlichte 1929 eine unkritische Biographie über ihn. Weitere Biographien schrieb er über die prominenten Kolonialisten Cecil Rhodes (1912) und Leander Jameson (1922). In den 30er Jahren nahm er Partei für Francisco Franco.
Neben seinen politischen Artikeln wurde Colvin auch bekannt für seine satirischen Gedichte und Kurzgeschichten, von denen er mehrere Sammlungen herausgab. Der Stil seiner Kommentare wurde auch von Lesern bewundert, die seine politischen Positionen nicht teilten.
In seinen letzten Lebensjahren war Colvin gesundheitlich angeschlagen, und seine politischen Überzeugungen wirkten zunehmend überholt. Die Morning Post musste ihr Erscheinen wegen schwindender Auflagen 1937 einstellen und ging im Daily Telegraph auf.

## Familie
Seit 1909 war Colvin mit Sophie Robson verheiratet, der Tochter eines Geistlichen aus Edinburgh. Mit ihr hatte er eine Tochter und drei Söhne, darunter Ian Goodhope Colvin (1912–1975), ebenfalls ein erfolgreicher Journalist und Buchautor sowie Vater der Schriftstellerin Clare Colvin.

## Schriften (Auswahl)
Biographien
- Carson. The statesman. Macmillan, New York 1935 (3 Bde.).
- The life of General Dyer. Blackwood, Edinburgh 1929.
- Cecil John Rhodes. 1853–1902 (The people’s books). Jack Publ., London 1912.

Gedichte
- After the Chinese. Peter Davies Books, London 1927.[2]

Geschichtliche Bücher
- The Germans in England. 1066–1598. Kennikat Press, Port Washington, N.Y. 1971, ISBN 0-8046-1213-7 (Nachdr. d. Ausg. London 1915).
- The cape of adventure. Being strange and notable discoveries, perils, shipwrecks, battles upon sea and land, with pleasant and interesting observations upon the country and the natives of the Cape of good hope (The people’s books). Jack Publ., London 1912.
- The origins of empire (The Westminster Library). Allan Books, London 1926.